# Він (оповідання)
«Він» (англ. He) — оповідання американського письменника Говарда Ф. Лавкрафта написане в серпні 1925 року. Вперше опубліковано у вересневому номері журналу «Weird Tales»1926 року.

## Сюжет
Оповідач приїхав з Нової Англії до Нью-Йорка у пошуках натхнення, яке він намагався знайти у старовинній архітектурі міста. Він оселився в будинку на Гринвіч-Віллидж. Блукаючи вночі старими міськими вулицями, оповідач зустрів дивного старця, вдягненого по моді XVIII століття, який запропонував показати секрети міста. Оповідач погодився і старець повів його особливим шляхом до старовинного маєтку. Тут він розповів історію ніби про свого предка-есквайра, який дізнався секрет мандрівок у часі з ритуалу індіанців, які мешкали тут до 1768 року. Цей секрет індіанці, своєю чергою, дізналися від невідомого голландця, який був у цих краях в часи Генеральних Штатів. Есквайр отруїв індіанців ромом, щоб лишитися єдиним знавцем таємниці мандрів у часі.
Старець запропонував оповідачу продемонструвати своє вміння, але попередив, що треба зберігати тишу. Він показав за вікном пейзаж прадавніх часів, потім — попереднє століття. А наприкінці (на прохання оповідача) у вікні з'явилася картина майбутнього: незрозумілі літаючі об'єкти, моторошне місто прийдешнього і його жахливі мешканці-азійці. Не втримавшись, оповідач закричав.
У кімнату увірвалося яскраве місячне світло, старець почав змінюватися на очах, а за дверима почулися кроки мертвих індіанців. За мить двері були розтрощені томагавками та в приміщення увірвався безформенний чорний потік, посеред якого як зорі горіли індіанські очі. Потік схопив те, у що перетворився старець, і потяг його за собою назовні. Голос старця продовжував кричати, що він нікого не труїв ромом, а вони обпилися ним самі. Одномоментно вся будівля струхлявіла і розвалилася.
Оповідача знайшли посеред вулиці Перрі-стріт. Він довго повз з переламаними кістьми і за ним тягнувся довгий кривавий слід. Але куди вів той слід, віднайти не вдалося, адже усе змив дощ, що пішов під ранок. Оповідач так і не зміг пояснити, що з ним відбулося. Він лише говорив, що це місто мертве і сповнене незрозумілих жахіть.

## Персонажі
- Оповідач

Блакитноокий мешканець Нової Англії. Художник і поет, що надихається старовиною.
- Він

Худий мов скелет старець з блідою шкірою і тихим замогильним голосом. По вулицях ходить вдягненим у капелюх з широкими крисами, старомодний плащ та рукавички. Під цим одягом носить костюм по моді XVIII століття. Саме в ті часи він володів заміським маєтком, який за останнє століття поглинули аж два міста одразу — спочатку Гринвіч-Віллидж, а потім — Нью-Йорк.

## Паралелі з іншими «лавкрафтівськими жахами»
Ідея керування простором і часом зустрічається у багатьох творах Говарда Ф. Лавкрафта. Такими властивостями автор наділив кількох «Великих божеств» з циклу міфів Ктулху: Азатота, Йог-Сотота, Ньярлатотепа.
Зазирнути у час за допомогою старовинних артефактів могли чаклуни з оповідей «Жахливий старець», «Жах Данвіча», «Малюнок в давній книзі» та кількох інших творів.
Індіанський ритуал описано подібних до Танця пам'яті з оповідання «Інші боги».

## Автобіографічність твору
Лавкрафт написав це оповідання після нічної екскурсії Старим Нью-Йорком.
До міста він переїхав у березні 1924 року заради недовгого шлюбу з Сонею Грін. Але вже у квітні 1926 року він повернувся у Провіденс, штат Род-Айленд. За цей час письменник розвив у собі стійке несприйняття і навіть певну огиду до Нью-Йорка.
Перрі-стріт у Гринвіч-Віллидж справді існує. Лавкрафт дізнався про її існування зі статті у «New York Evening Post» від 29 серпня 1924 року. Маєток старця, якого письменник називає в оповідання тільки «він», мав знаходитися ймовірно у кварталі, обмеженому вулицями Перрі, Блікер, Чарльзом та 4-ю Західною. Цей квартал був побудований у 1744 році, а в 1865 його знесли.